# Agneta Stark

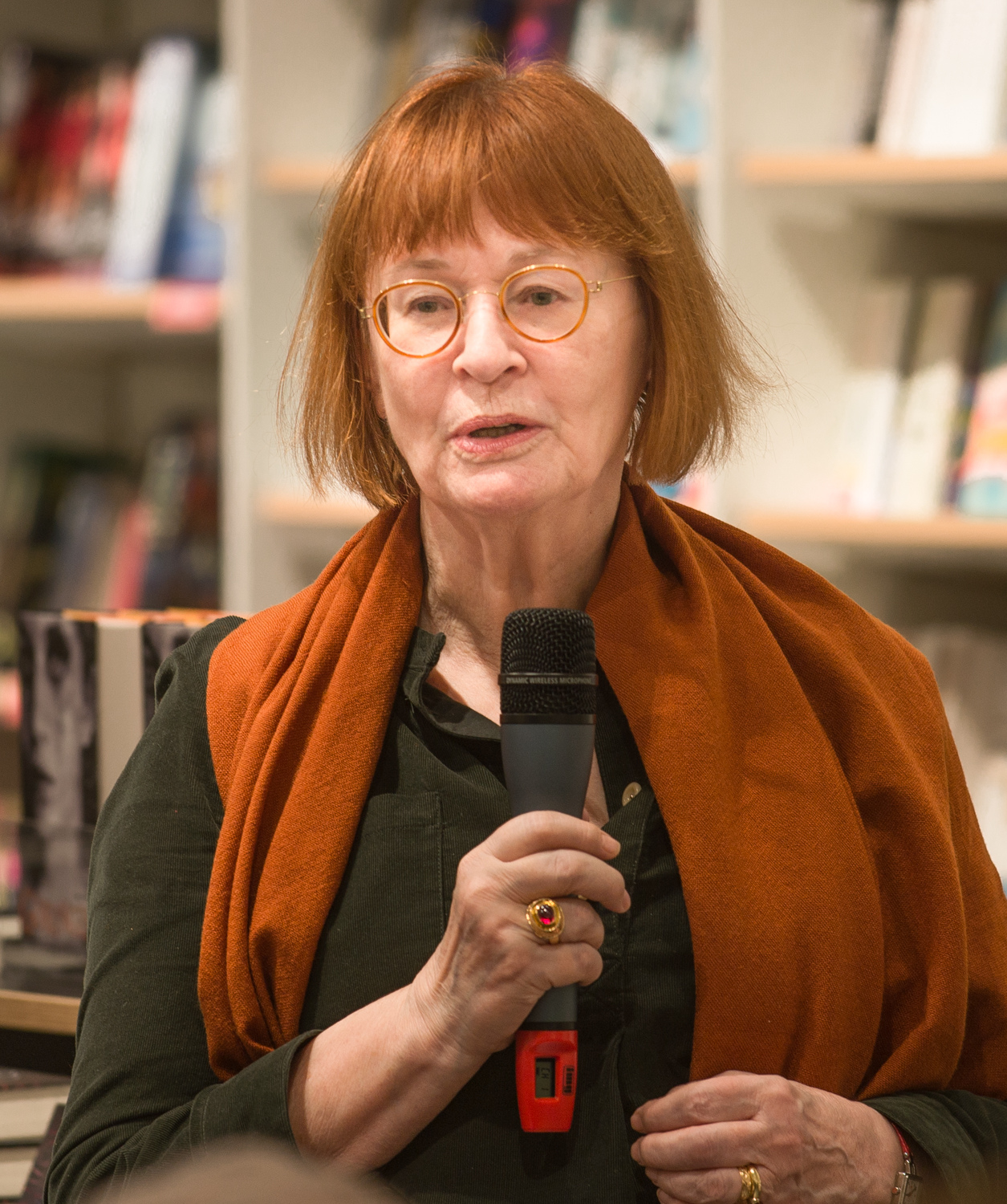
Agneta Stark, 2018

Agneta Stark (* 9. Februar 1946) ist eine schwedische Wirtschaftswissenschaftlerin.

## Leben
Stark schloss ihr Studium an der Universität Stockholm als LL.M. ab. Anschließend graduierte sie an der Handelshochschule Stockholm als Bachelor in Wirtschaftswissenschaften, ehe sie für ihr Ph.D.-Studium an die Universität Stockholm zurückkehrte. In den 1990er Jahren war sie Dozentin an der Universität Stockholm. 1999 folgte sie einem Ruf als „Professorin für Gender und wirtschaftlichen Wandel“ an die Universität Linköping. Ab Sommer 2004 war sie Rektorin der Hochschule Dalarna. 2010 folgte ihr Marita Hilliges in dieser Position. Im April 2013 wurde sie in den Vorstand der Hochschule Borås berufen.
Starks Arbeitsschwerpunkte liegen im Bereich Gender Studies, Gender-Mainstreaming, bezahlte und unbezahlte Arbeit insbesondere im Hinblick auf Tätigkeiten von Frauen in Familien und Haushalten sowie Generationen-, Familien-, Geschlechtersolidarität im europäischen Wohlfahrtsstaat.
Neben ihrer akademischen Tätigkeit engagierte sich Stark als Beraterin insbesondere der schwedischen Regierung und der International Association for Feminist Economics. 2012 saß sie der IAFFE für ein Jahr als Präsidentin vor. In den 1990er Jahren war sie eine der Initiatorinnen der Organisation The Support Stockings, die sich für einen höheren Frauenanteil in höherer Verwaltung, Parlament und Regierung in Schweden starkmachte.
Ab 1986 war sie mit dem Schriftsteller und Literaturhistoriker Sven Lindqvist verheiratet.

## Werke (Auswahl)
- Bargaining Work and Social Welfare – on Power Structures in the Delivery of Welfare Services. 1995
- Rent ekonomiskt? Om kvinnor och män, siffror och pengar. A. Bonniers, Stockholm, 1995, ISBN 91-0-056105-3.
  - englisch: Obligations, rights and options: A gendered perspective on paid and unpaid work. 1997
- mit Åsa Regnér: I vems händer? Om arbete, genus, åldrande och omsorg i tre EU-länder (= Tema G rapport; 1). Tema Genus, Universität Linköping, 2001, ISBN 91-7373-221-4.
  - englisch: In whose hands? Of work, gender, ageing and care in three EU-countries (= Tema G rapport; 2). Tema Genus, Universität Linköping, 2002, ISBN 91-7373-343-1.
- als Herausgeberin mit Naila Kabeer und Edda Magnus: Global perspectives on gender equality: reversing the gaze. Routledge, New York, 2009, ISBN 0-415-87450-5.